# Пиминоро
Пиминоро је насеље у Италији у округу Ређо ди Калабрија, региону Калабрија.
Према процени из 2011. у насељу је живело 467 становника. Насеље се налази на надморској висини од 715 м.